# 庭木

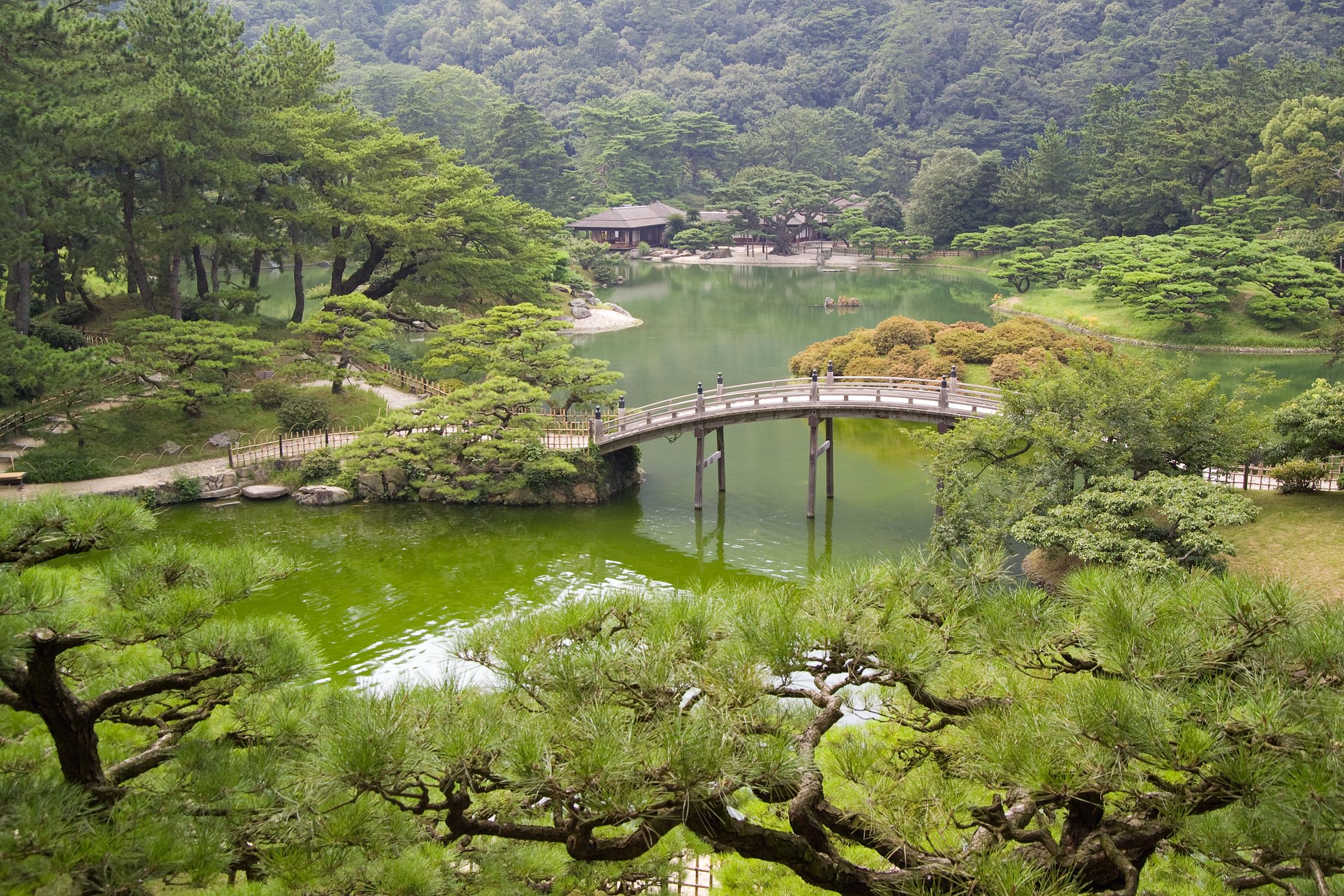
日本の栗林公園の庭木の様子

庭木（にわき）とは、庭に植える樹木の総称である。庭木はまた、「彫刻の木」を表す言葉でもある。   

## 概要
庭木は植えるときもさることながら、その後の水やり、雑草抜き、剪定、移植などを通して人との関わりが見て取れる貴重な緑である。他にもクリスマスなどの時期になると庭木にイルミネーションを設置する住人もいる。
また住宅地などでは地域の緑として重要な存在である。生垣を作って塀の代わりにしたり、庭木の配置を工夫することは造園の要素の1つとなっている。
樹種は針葉樹・広葉樹、常緑樹・落葉樹など様々であるが、日本庭園ではマツやマキ、ウメ、モクセイなどが、西洋の庭園ではコニファーなどがポピュラーである。種、苗木、ある程度成長した木のいずれの状態からでも庭木として育てることができるが、種からだと雑草などとの競合があるので発芽させてからの管理が大変である。逆に大きく育った木を移植する場合にも労力が必要となり、四季がはっきりとしている地域で常緑樹ではない庭木の移植をする時は、木が休眠状態になっている冬にするのが望ましく、逆に木が活動している夏などは移植をしない方がよい。

## 日本における庭木
日本では、モッコク、モチノキ、モクセイが三大庭木として古来から好んで植えられてきた。また、江戸時代の江戸では、モッコク、アカマツ、イトヒバ、カヤ、イヌマキが江戸五木として重視されていた。特に、三大庭木・江戸五木両方に含まれるモッコクは、「庭木の王様」とも呼ばれ古くから人気が高い。また、庭木の中でも特定の役割・目的を持ったものは役木と呼ばれる。 
様々な種類の樹木を配置し庭を華やかに演出する傾向にある西洋庭園に対し、日本庭園では比較的限られた種類の樹木を剪定や刈込などによって形を整えることで趣を創出することが重要視される。また、日本では自然的な景観の庭が伝統的に好まれる傾向にあり、時には里山のような景観を演出するために雑木を植え、あえて刈込や仕立てを行わないこともある。

### 樹木の種類
今日の日本庭園で使用されることの多い樹木は次のとおりである。 
- クロマツ（Japanese black pine  (Pinus thunbergii) )
- スギ（Japanese cedar  (Cryptomeria japonica) )
- サザンカを含むカメリア（Camellias including sasanqua  (Camellia sasanqua) )
- たくさんの開花品種（ツバキなど)
- アラカシ（Japanese evergreen oaks  (Quercus glauca) ,  (Quercus myrsinifolia) )
- クチナシ（Gardenia  (Gardenia jasminoides) )
- モクセイ（Sweet osmanthus  (Osmanthus fragrans) )
- カエデ（Japanese maple  (Acer palmatum) )
- ウメ（Plum  (Prunus mume)  and others)
- ソメイヨシノ（Yoshino flowering cherry ( (Prunus × yedoensis 'Yedoensis') )
- アオキ (植物)（Japanese aucuba  (Aucuba japonica) )
- アセビ（Japanese andromeda  (Pieris japonica) )
- ジンチョウゲ（Winter daphne  (Daphne odora) )
- ドウダンツツジ（Japanese enkianthus Enkianthus perulatus)
- サツキツツジ（Satsuki azalea Rhododendron indicum)[5]